# Aeroportul Konya
Aeroportul Konya (IATA: KYA, ICAO: LTAN) este un aeroport din Konya, Provincia Konya, Turcia ce deservește zona Konya. Aeroportul a fost tranzitat în 2022 de 798.546 de pasageri. A fost deschis în 2000.
Situat la o altitudine de 1.031 m, aeroportul dispune de 2 piste. Este operat de General Directorate of State Airports (Turkey)⁠(d).

## Infrastructură

### Piste
Aeroportul dispune de 2 piste. Pista 01R/19L are suprafața de beton și dimensiunile 3.350 m × 45 m. Pista 01L/19R are suprafața de beton și dimensiunile 3.350 m × 45 m. 